# Hakeem Olajuwon
Hakeem Abdul Olajuwon (Lagos, 1963. január 21. –), becenevén " The Dream ", nigériai és amerikai korábbi profi kosárlabdázó. 1984 és 2002 között centerként játszott a National Basketball Association-ben (NBA) szereplő Houston Rockets csapatában, utolsó szezonjában pedig a Toronto Raptors csapatában. 1994-ben és 1995-ben egymás után két NBA-bajnoki címhez vezette a Rocketst. Olajuwon 2008-ban bekerült a Naismith Memorial Kosárlabda Hírességek Csarnokába, majd 2016-ban a FIBA Hírességek Csarnokába is. Széles körben minden idők egyik legjobb centerének tartják.
A nigériai Lagosban született Olajuwon hazájából elköltözött, hogy a Houstoni Egyetemen játsszon Guy Lewis vezetőedző irányítása alatt. A Cougars csapatában töltött egyetemi pályafutása során háromszor jutott be a Final Four-ba. Olajuwont a Houston Rockets választotta ki az 1984-es NBA-draft első helyén. A draft a hatalmas tehetségekről volt ismert, és olyan játékosokat is választottak, mint Michael Jordan, Charles Barkley és John Stockton. A 224 centiméter magas Ralph Sampsonnal alakították az „Ikertornyok” névre keresztelt duót. A két játékos az 1986-os NBA-döntőig vezette a Rockets-ot, ahol hat meccsen kikaptak a Boston Celticstől . Miután Sampsont 1988-ban elcserélték a Golden State Warriorshoz, Olajuwon lett a Rockets vitathatatlan vezetője. Kétszer (1989, 1990) vezette a ligát a lepattanók számában, és háromszor (1990, 1991, 1993) a blokkok számában.
Annak ellenére, hogy az 1992–1993-as szezon előtti keserű szerződéses vita során majdnem elcserélték, Houstonban maradt. Ő lett az első nem amerikai, akit beválasztottak az NBA All-Star csapatába és kezdőként lépett pályára egy NBA All-Star meccsen, továbbá az első nem amerikai, aki elnyerte az NBA MVP díjat és az NBA Év Védekezője díjat, illetve az 1993–1994-es szezonban ő lett az NBA történetének első játékosa, aki ugyanabban a szezonban nyerte el az NBA MVP, az Év Védekezője és a döntő MVP díját is. A Rockets-cal egymás után két bajnokságot nyert. A Rockets 1994-es bajnoki címe a New York Knicks ellen volt, ami a franchise történetének első, Olajuwon pedig megbosszulta a Patrick Ewing elleni egyetemen elszenvedett bajnoki vereségét. A következő évben, egy gyenge alapszakasz után, Olajuwon Rockets csapata négy meccsen legyőzte Shaquille O'Neal Orlando Magic csapatát az NBA döntőjében. 1996-ban Olajuwon tagja volt az olimpiai aranyérmet nyert amerikai kosárlabda-válogatottnak, és beválasztották az NBA történetének 50 legnagyobb játékosa közé. 2021 októberében Olajuwont a liga minden idők egyik legnagyobb játékosaként tisztelték meg, miután beválasztották az NBA 75. évfordulós csapatába . Pályafutását a liga minden idők legjobb blokkolójaként (3 830) zárta, és egyike annak a négy NBA-játékosnak, akik négyszeres-duplát értek el.

## Fiatalkora
Olajuwon Salim és Abike Olajuwon gyermekeként született, akik joruba munkásosztálybeliek voltak, és egy cementgyárat vezettek a nigériai Lagosban. Nyolc gyermek közül a harmadik volt. Szüleinek tulajdonítja, hogy belé és testvéreibe oltották a kemény munka és a fegyelem erényeit: „Megtanítottak minket őszintének lenni, keményen dolgozni, tisztelni az idősebbeket és hinni önmagunkban.” Olajuwon nemtetszését fejezte ki amiatt, hogy nigériai gyermekkorát elmaradottnak jellemezték. „Lagos egy nagyon kozmopolita város... Sok etnikai csoport él itt. Olyan környezetben nőttem fel, olyan iskolákban, ahol mindenféle emberrel találkoztam.”
Fiatalkorában Olajuwon futballkapus volt , ami segített neki lábmunkát és mozgékonyságot biztosítani ahhoz, hogy egyensúlyba hozza méretét és erejét a kosárlabdában, valamint hozzájárult a blokkoló képességéhez is. Olajuwon 15 éves koráig, középiskolásig nem kosárlabdázott, amikor benevezett egy helyi tornára, miközben a nigériai Lagosban található Muszlim Tanárképző Főiskolán tanult.
A korai nehézségek ellenére Olajuwon azt mondta: „A kosárlabda valami különlegesen egyedülálló. Amikor elkezdek játszani, rájövök, hogy ez az életem. Minden más sport egyszerűen elavulttá válik.”

## Egyetemi karrierje
Olajuwon Nigériából emigrált, hogy a Houstoni Egyetemen kosárlabdázzon Guy Lewis, a Cougars edzője alatt. Olajuwont nem keresték nagy számban, csupán felajánlották neki, hogy ellátogathat az egyetemre, és hogy jöjjön el próbajátékra és eddzen egyet az edzői stábbal, Lewis egyik barátjának ajánlására, aki látta Olajuwont játszani. Később felidézte, hogy amikor 1980-ban eredetileg megérkezett a repülőtérre a látogatásakor, az iskola képviselője nem volt ott, hogy üdvözölje. Amikor felhívta a személyzetet, azt mondták neki, hogy fogjon egy taxit, és menjen az egyetemre.

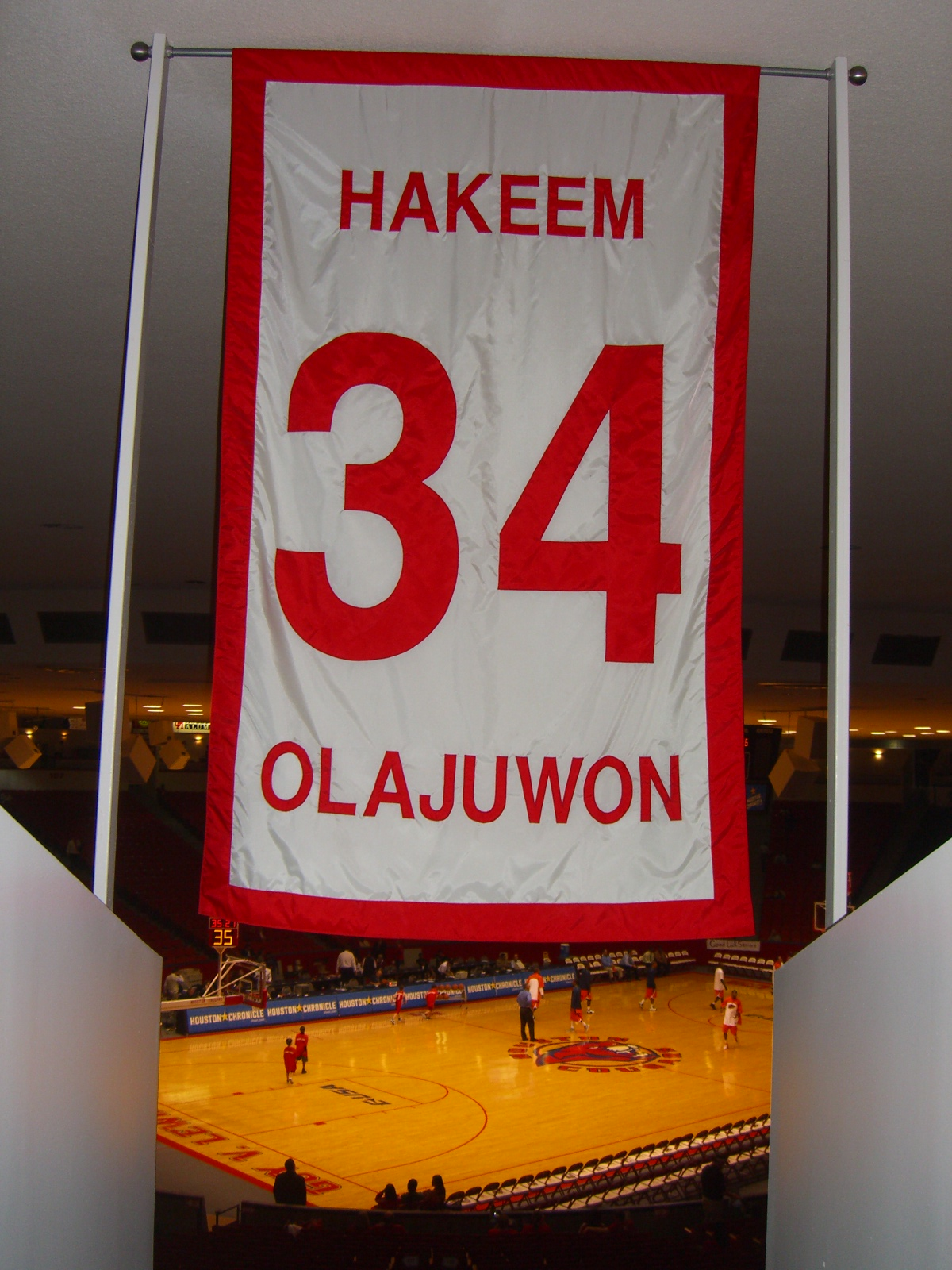
A Houstoni Egyetem férfi kosárlabdacsapata által visszavonultatott mindössze öt szám egyike, Olajuwon 34-es meze a Fertitta Centerben lóg.

Miután 1980–1981-es újonc szezonjában nem kapott engedélyt az NCAA- tól a játékra, Olajuwon többnyire a kispadról állt be, és a Cougars hatodik embereként szolgált az 1981–1982-es elsőéves szezonjában, átlagosan 8,3 pontot, 6,2 lepattanót és 2,5 blokkot szerzett, meccsenkénti 18 perc játékidő alatt 60%-os mezőnypontossággal dobva, miközben a Houston a Final Fourban kiesett a későbbi NCAA-bajnok, North Carolina ellen. Olajuwon tanácsot kért az edzői stábtól, hogyan növelhetné a játékidejét, és ők azt tanácsolták neki, hogy eddzen a helyi, Houstonban élő és többszörös NBA MVP-díjas Moses Malone-nal. Malone, aki akkoriban az NBA-ben szereplő Houston Rockets centerjátékosa volt, minden holtszezonban több NBA-játékossal is játszott mérkőzéseket a Fonde Rekreációs Központban . Olajuwon csatlakozott az edzésekhez, és a nyár folyamán több meccsen is fej-fej mellett haladt Malone-nal. Olajuwon ezt a tapasztalatot a játékának gyors fejlődéséhez köti: „Moses azzal segített nekem, hogy ott volt a pályán, és lehetővé tette számomra, hogy ilyen szintű ellenfelek ellen küzdjek. Ő volt az NBA legjobb centere akkoriban, így én is a legjobbak ellen próbáltam javítani a játékomon.”
Olajuwon más játékosként tért vissza azon a nyáron. Kosárlabda-pályafutása során „The Dream”-nek becézték, miután olyan könnyedén zsákolt, hogy egyetemi edzője azt mondta, „úgy néz ki, mint egy álom”. Másod- és harmadéves korában segített a Cougarsnak egymást követő NCAA bajnoki döntőkben szerepelni, ahol 1983-ban egy utolsó pillanatban kapott ki az Észak-Karolinai Állami Egyetemtől, majd 1984-ben a Patrick Ewing vezette Georgetown csapatától. Az 1982–1983-as szezonban átlagosan 13,9 pontot, 11,4 lepattanót és 5,1 blokkot szerzett, míg az 1983–84-es szezonban 16,8 pontot, 13,5 lepattanót és 5,6 blokkot szerzett mérkőzésenként. Olajuwont 1983-ban az NCAA-torna legkiemelkedőbb játékosának választották, miközben a Helms Alapítvány Év Játékosának is megválasztották.
Az 1983–1984-es szezon után, amikor beválasztották az All-American első csapatába, Olajuwon hezitált, hogy maradjon-e az egyetemen, vagy jelentkezzen-e korán az NBA draftjára. Abban az időben, mielőtt az NBA-draft lottóját 1985-ben bevezették, az első választást érmefeldobással ítélték oda. Olajuwon így emlékezett vissza: „Tényleg hittem abban, hogy Houston megnyeri a pénzfeldobást, és az első draftjogot választja, és nagyon szerettem volna Houstonban játszani, ezért meg kellett hoznom ezt a döntést (hogy korán távozzak).” A megérzése helyesnek bizonyult, és a sorsolás Houstont juttatta a Portland Trail Blazers elé. Olajuwont a Rockets választotta ki az első helyen az 1984-es NBA-drafton.
Olajuwon az Élő álom című önéletrajzában megemlít egy érdekes draftajánlatot, amely Clyde Drexlert és az 1984-es NBA-draft második választási jogát küldte volna Houstonba Portlandből Ralph Sampsonért cserébe. Ha a Rockets megkötötte volna az üzletet, Olajuwon szerint a Rockets választhatta volna Jordant a második helyen, hogy Olajuwon és Drexler mellett játsszon, akik a Phi Slama Jama-i egyetemi napjaikban alakították ki az összhangot. Sam Smith sportújságíró feltételezése szerint egy ilyen csere „megváltoztatta volna a liga történetét, és talán az egész Michael Jordan-legendát is”. 1991 és 1998 között minden NBA-bajnokcsapatban szerepelt Jordan vagy Olajuwon; továbbá Drexler, Jordan és Olajuwon közül legalább az egyik szerepelt az 1990 és 1998 közötti összes NBA-döntőben.

## NBA karrierje

### Houston Rockets (1984–2001)

#### Korai évek (1984–1987)
A Rockets azonnal sikereket ért el Olajuwon újonc szezonjában, mivel a győzelmi-vereségi mérlegük az 1983–1984-es 29–53-ról 48–34-re javult az 1984–1985-ös szezonban. Együtt az 1984-es Év Újonca díjazott, 2.24 centiméter magas Ralph Sampsonnal megalakították az eredeti NBA „Ikertornyok” duót. Olajuwon újonc szezonjában átlagosan 20,6 pontot, 11,9 lepattanót és 2,68 blokkot szerzett. Az 1985-ös Év Újonca szavazáson Michael Jordan mögött második lett, és ő volt az egyetlen másik újonc, aki szavazatokat kapott.
Olajuwon második profi szezonjában (1985–1986) átlagosan meccsenként 23,5 pontot, 11,5 lepattanót és 3,4 blokkot szerzett. A Rockets 51–31-es eredménnyel végzett, és egészen a nyugati főcsoport-döntőjéig jutott, ahol a címvédő Los Angeles Lakersszel csaptak össze. A Rockets viszonylag könnyedén, egy győzelmet engedve ellenfelének megnyerte a sorozatot, amivel sokkolta a sportvilágot, és Olajuwon a Sports Illustrated címlapjára került. Olajuwon 75 pontot szerzett a harmadik és negyedik meccsen aratott győzelmek során, és a sorozat után Pat Riley, a Lakers edzője megjegyezte: „Mindent megpróbáltunk. Négy embert tettünk rá. Különböző oldalról segítettünk. Egyszerűen egy nagyszerű játékos.” A Rockets bejutott az 1986-os NBA-döntőbe, ahol hat meccsen kikapott a Boston Celticstől, amelynek 1986-os csapatát gyakran az NBA történetének egyik legjobb csapatának tartják.

#### Középső évek (1987–1993)

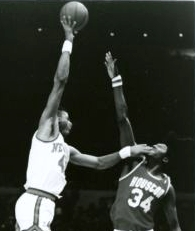
Olajuwon (jobbra) Jawann Oldham védelmében 1986. november 25-én.

Az 1987–1988-as szezonban Sampsont (aki térdsérülésekkel küzdött, amelyek idő előtt véget vetettek karrierjének) elcserélték a Golden State Warriorshoz. Az 1988–1989-es szezon volt Olajuwon első teljes szezonja a Rockets elsőszámú vezéreként. Ez a változás egybeesett az új edző , Don Chaney kinevezésével is. A Rockets 45–37-es mérleggel zárta az alapszakaszt, és Olajuwon a lepattanók tekintetében ligaelsőként (meccsenként 13,5) zárta a szezont, meccsenként egy teljes lepattanóval megelőzve Charles Barkley-t. Ez a teljesítmény összhangban volt 24,8 pontos és 3,4 blokkos átlagával. Olajuwon kivételes rájátszásbeli eredményeket ért el, 37,5 pontot és 16,8 lepattanót szerzett meccsenként, emellett rekordot állított fel egy négymeccses rájátszássorozatban szerzett pontok számában (150). Ennek ellenére a Rockets az első fordulóban kikapott a Seattle SuperSonicstól, 3–1-re.
Az 1989–1990-es szezon csalódás volt a Rockets számára. 41–41-es mérleggel zárták a szezont, és bár bejutottak a rájátszásba, négy meccsen kiestek a Los Angelestől. Olajuwon az NBA történetének egyik legproduktívabb védekező szezonját produkálta palánk alatti védőjátékosként. Újra megnyerte az NBA lepattanózói címét (meccsenként 14,0), ezúttal még nagyobb különbséggel; meccsenként két lepattanót szerzett David Robinson előtt, és meccsenként átlagosan 4,6 blokkolt dobással vezette a ligát. Ő az egyetlen játékos, aki mióta az NBA 1973–1974-ben elkezdte rögzíteni a blokkolt dobásokat, átlagosan 14+ lepattanót és 4,5+ blokkolt dobást szerzett meccsenként ugyanabban a szezonban. Ezzel csatlakozott Kareem Abdul-Jabbarhoz és Bill Waltonhoz, mint az NBA történetének egyetlen játékosai (abban az időben), akik ugyanabban a szezonban vezették a ligát a lepattanók és a blokkolt dobások tekintetében. Olajuwon a szezon során egy négyszeres-duplát is elért, ezzel ő lett az NBA történetének harmadik játékosa, akinek ez sikerült.
A Rockets az NBA Év Edzőjeként megválasztott Chaney irányítása alatt 52–30-as  mérleggel zárta az 1990–1991-es szezont. Olajuwon átlagosan 21,8 pontot szerzett meccsenként, de Bill Cartwright könyökös ütközése miatt a szemürege megsérült és így nem játszott elég mérkőzésen (56) ahhoz, hogy kvalifikálja magát a lepattanózó címre. Különben harmadik egymást követő évben is megnyerte volna, meccsenként átlagosan 13,8 lepattanóval (a ligaelső Robinson átlagosan 13,0 lepattanót szerzett). Emellett átlagosan 3,95 blokkot produkált meccsenként, ami a ligaelső eredmény volt. A Rockets-ot azonban a rájátszásban kisöpörte az Los Angeles Lakers.
A következő szezon mélypont volt a Rockets számára. 42–40-es eredménnyel végeztek, és Olajuwon karrierje során először nem jutottak be a rájátszásba. Felgyorsult szívverése miatt két hetet ki kellett hagynia a szezon elején.  A szokásos erős számai ellenére sem tudta kiemelni csapatát a középszerűségből. Amióta 1986-ban bejutottak a döntőbe, a Rockets ötször jutott be a rájátszásba, de ezekben a rájátszássorozatokban 1–5-ös mérleggel zártak, és négyszer estek ki az első fordulóban. A szezon után Olajuwon cserét kért, részben a rossz szerződése miatt; a fizetése meglehetősen alacsony volt egy top centerhez képest. Azzal kapcsolatban is kifejezte elégedetlenségét, hogy a vezetőség nem tudta minőségi játékosokkal körülvenni. Úgy érezte, a Rockets minden lépésnél spórolt, és nem érdekelte őket a siker. A vezetőség a szezon során Olajuwont is feldühítette, amikor azzal vádolták, hogy a szerződéses helyzete miatti elégedetlensége miatt combhajlító sérülést színlelt. Ügynöke a szervezettel való nézeteltéréseit „kibékíthetetlennek” nevezte,  Olajuwon pedig nyilvánosan megsértette Charlie Thomas tulajdonost és a csapat vezetőségét. Az 1992–1993-as szezon közeledtével a Houston Chronicle egyik riportere azt nyilatkozta, hogy Olajuwon elcserélése „a lehető legközelebb áll a biztoshoz”.
Ennek ellenére nem cserélték el, és a Rockets új edzővel, Rudy Tomjanovich-csal kezdte a szezont. Olajuwon 1992–1993-ban javított a passzteljesítményén, új karriercsúcsot állított fel meccsenként 3,5 gólpasszal. Ez a passzolási hajlandóság növelte a pontszerzését, megnehezítve az ellenfél csapatai számára, hogy megduplázzák és triplázzák őt. Olajuwon új karriercsúcsot állított fel meccsenként 26,1 ponttal. A Rockets új franchise-rekordot állított fel 55 győzelemmel, és bejutott a rájátszás második fordulójába, ahol a Seattle SuperSonics csapatát a hetedik meccsre kényszerítette, mielőtt hosszabbításban 103–100-ra kikaptak volna. Az MVP-versenyben második lett Charles Barkley mögött, 22 szavazattal Barkley 59 szavazatával szemben. A csapat egy négyéves szerződéshosszabbítással jutalmazta az alapszakasz vége felé.

#### MVP és bajnoki évek (1993–1995)
Olajuwon az 1993–1994-es és az 1994–1995-ös szezonokban nyújtott teljesítményének köszönhetően a kulcsfontosságú pillanatokban a történelem egyik legjobb centerének számít. Olyan centereket győzött le, mint Patrick Ewing, David Robinson, Shaquille O'Neal és Dikembe Mutombo, valamint más védekező nagyágyúkat, mint Dennis Rodman és Karl Malone . Sok csatáját texasi riválisával, a San Antonio Spurs játékosával, David Robinsonnal vívta. Az 1989 és 1996 közötti hét szezonban, amikor Olajuwon és Robinson is a fénykorában volt, a 30 egymás elleni mérkőzésen Olajuwon átlagosan 26,3 pontot szerzett meccsenként, 47,6%-os mezőnypontossággal, míg Robinson 22,1 pontot átlagolt 46,8%-os mezőnypontossággal.
Olajuwon 1994-ben bajnoki címhez vezette a Rockets-ot az NBA döntőjében egy hétmeccses sorozatban a New York Knicks ellen, amely Olajuwon egyik örök riválisának, Patrick Ewingnak a csapata volt. Miután 2–1-es hátrányban voltak, a Knicks 3–2-es vezetésre tett szert a 6. meccsre. A Rockets 86–84-re vezetett, amikor az utolsó másodpercben a Knicks hátvédje, John Starks (aki addigra már 27 pontot szerzett) hármast dobott, ami a döntőt eldöntő triplát eredményezett volna. Olajuwon kulcsfontosságú akciót produkált azzal, hogy az idő lejárta előtt blokkolta a dobást. A 7. meccsen Olajuwon szerezte meccs legmagasabb pontszámát, 25 pontot és 10 lepattanót szerzett, amivel segített legyőzni a Knicks-et, ezzel megszerezve Houstonnak az első profi sportbajnoki címét azóta, hogy a Houston Oilers 1961-ben megnyerte az Amerikai Futball Liga bajnokságát. Olajuwon uralta Ewingot az egymás elleni mérkőzésükön, a sorozat minden meccsén jobb pontszámot ért el nála, és meccsenként átlagosan 26,9 pontot szerzett 50%-os mezőnypontossággal, szemben Ewing 18,9 és 36,3%-os mutatóival. Munkájáért Olajuwont a döntő legértékesebb játékosának választották.
Olajuwon karrierje csúcsán volt. 1994-ben ő lett az NBA történetének egyetlen játékosa, aki ugyanabban a szezonban elnyerte az MVP,  a döntő MVP és az Év Védekezője díjakat amellett, hogy bajnoks is lett csapatával. Ő volt az első külföldi születésű játékos, aki elnyerte a liga MVP díját.
1994. december 1-jén Olajuwon tripla-duplát ért el 37 ponttal, 13 lepattanóval és 12 gólpasszal a Golden State Warriors elleni 113–109-es győzelem során. Annak ellenére, hogy a csapat lassan kezdte a szezont, és Hakeem Olajuwon a szezon végéhez közeledve nyolc mérkőzést kihagyott vérszegénység miatt,  a Rockets 1995-ben megismételte a bajnoki címet. Megerősítette őket Clyde Drexler, Olajuwon korábbi Houstoni Egyetemi "Phi Slama Jama" csapattársának megszerzése egy szezonközi csere keretében a Portland Trail Blazerstől . Olajuwon átlagosan 27,8 pontot, 10,8 lepattanót és 3,4 blokkot szerzett meccsenként az alapszakaszban. Olajuwon talán pályafutása legimpozánsabb pillanatait mutatta meg a rájátszásban. A San Antonio Spurs centerét, David Robinsont, akit nemrégiben a liga MVP-jévé koronáztak, Olajuwon kiejtette a konferenciadöntőben: Olajuwon átlagosan 35,3 pontot szerzett 56%-os-as dobóátlaggal (Robinson eredményei 23,8 és 45% voltak), és az utolsó két meccsen 81–41-re múlta felül Robinsont pontok tekintetében. A döntő mérkőzésen Olajuwon 39 pontot, 17 lepattanót és 5 blokkot jegyzett. Amikor később megkérdezték, mit tehetne egy csapat az Olajuwon probléma „megoldása” érdekében, Robinson a LIFE magazinnak azt mondta: „Hakeem? Hakeeme-ot nem lehet megverni.” A Rockets minden idegenbeli meccsét megnyerte abban a sorozatban. Az döntőben a Rockets kisöpörte az Orlando Magic-et, amelyet a fiatal Shaquille O'Neal vezetett. Olajuwon minden meccsen jobban teljesített, mint O'Neal, mindegyikben több mint 30 pontot szerezve, és öttel ponttal növelve az alapszakaszbeli teljesítményét, míg O'Neal teljesítménye eggyel csökkent. Olajuwont ismét a döntő MVP-jének választották. Az 1995-ös rájátszásban átlagosan 33,0 pontot szerzett 53%-os dobóátlaggal, 10,3 lepattanóval és 2,8 blokkal. Mint 1994-ben, Olajuwon volt az egyetlen Rockets All-Star ebben az idényben is.

#### Bajnoki cím utáni időszak (1995–2001)

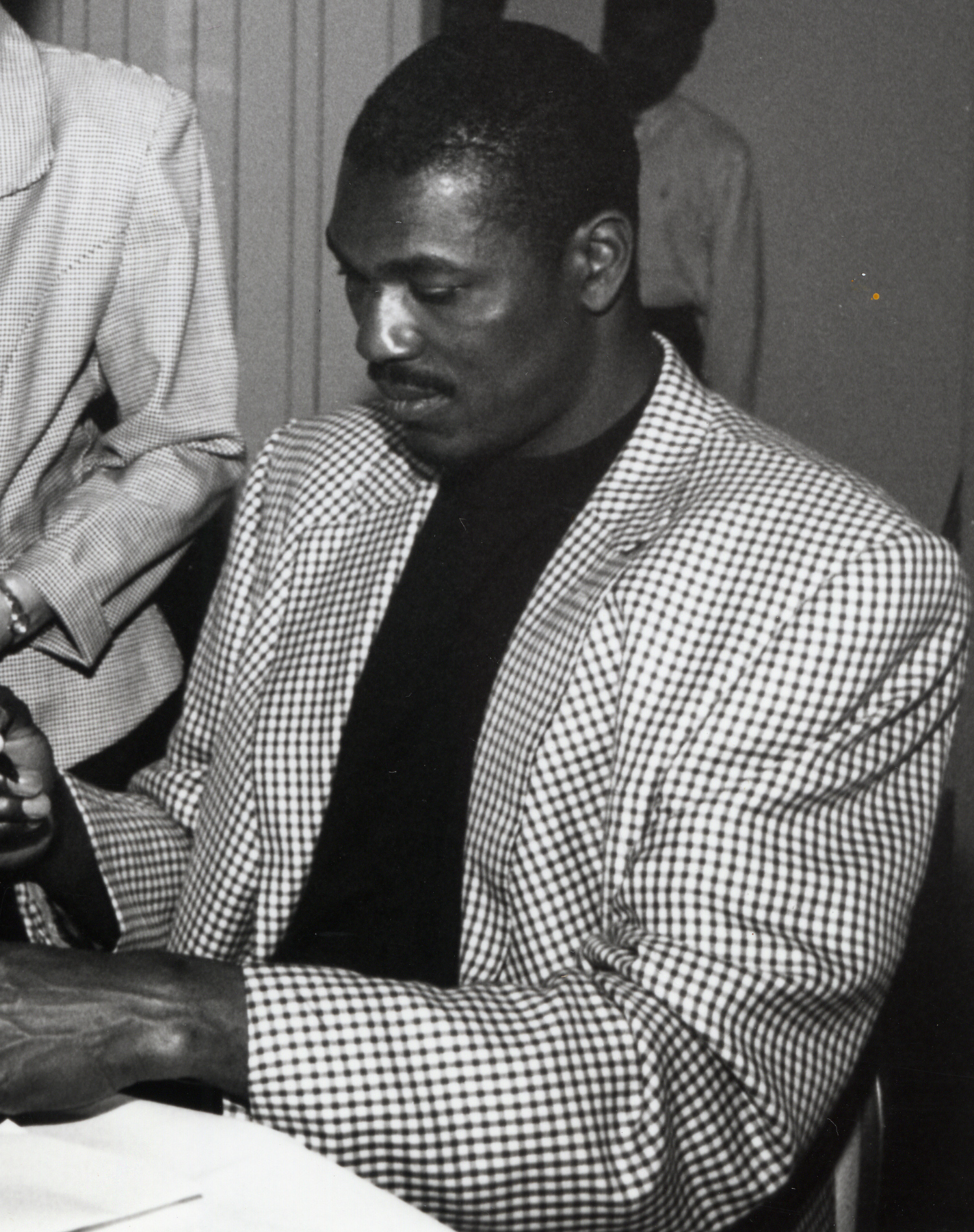
Olajuwon autogramokat osztogat

A Rockets kétéves bajnoki címvédő szereplése akkor ért véget, amikor az 1996-os NBA rájátszás második fordulójában kiestek a későbbi nyugati főcsoport-bajnok Seattle SuperSonics-szal szemben. Michael Jordan 1995 márciusában tért vissza 18 hónapos szünet után, és Chicago Bulls csapata a következő három évben (1996–98) uralta a ligát. A Bulls és a Rockets soha nem találkozott egymással az NBA rájátszásában. A Rockets 57 győzelmes szezont produkált az 1996–1997-es szezonban, amikor Charles Barkley-t is megszerezték. 21–2-esmérleggel kezdték a szezont, de hat meccs alatt kikaptak a nyugati főcsoport-döntőben a Utah Jazz csapata ellen. Miután az 1995–1996-os és az 1996–1997-es szezonban rendre 26,9, illetve 23,2 pontot átlagolt, Olajuwon ponttermelése 1997–1998-ban 16,4-re esett vissza. Miután a Rockets 1998-ban az első fordulóban öt meccs alatt kikapott a Jazztől, Drexler visszavonult. 1998–1999-ben a Rockets megszerezte a veterán All-Star Scottie Pippent, és 31–19-es mérleggel zárták a munkáskizárás miatt lerövidített alapszakaszban. Olajuwon pontszerző képessége meccsenként 18,9 pontra emelkedett, és bekerült tizenkettedik, egyben utolsó All-NBA csapatába is. Azonban az első fordulóban ismét kikaptak, ezúttal a Lakerstől. A szezon után Pippent elcserélték a Portland Trail Blazershez.

### Toronto Raptors (2001–2002)
Houston megkezdte az újjáépítést, leigazolva a fiatal hátvédeket, Cuttino Mobley-t és a 2000-ben az NBA-ben az Év Újoncaként díjazott Steve Francist . 2001. augusztus 2-án, miután visszautasított egy 13 millió dolláros szerződést a Rockets-től, Olajuwont a Toronto Raptorshoz cserélték draftjogokért (amelyek közül a legmagasabbat Houston használta Boštjan Nachbar draftolására a 2002-es NBA-drafton a 15. helyen), a játékos hároméves szerződést kötött, amely 18 millió dollárt hozott volna neki. Első Raptors-meccsén mindössze 22 perc játékidő alatt 11 pontot szerzett a Magic ellen. Olajuwon átlagosan 7,1 pontot és 6,0 lepattanót szerzett meccsenként az NBA-ben töltött utolsó szezonjában, miután 2002 őszén egy hátsérülés miatt úgy döntött, hogy visszavonul. Olajuwon minden idők legjobb védekező játékosaként vonult vissza 3830 blokkolt dobással, bár a blokkolások hivatalos statisztikává csak az 1973–1974-es NBA-szezonban váltak.
Röviddel visszavonulása után a Rockets visszavonultatta a 34-es mezszámát. NBA-pályafutása során Olajuwon átlagosan 21,8 pontot dobott 51%-os mezőnypontossággal, 11,1 lepattanót szerzett, 2,5 gólpasszt osztott ki és 3,1 blokkot adott 1238 mérkőzésen.

## Válogatott karrierje
1980-ban, mielőtt az Egyesült Államokba érkezett, Olajuwon egy nigériai junior csapatban játszott az Afrika-bajnokságon. Ez kezdetben némi problémát okozott, amikor megpróbált játszani az Egyesült Államok férfi kosárlabda-válogatottjában. A FIBA szabályai tiltják, hogy a játékosok egynél több országot képviseljenek nemzetközi versenyeken, és a játékosoknak hároméves várakozási időszakon kell átesniük az állampolgárságuk megváltoztatása esetén. Olajuwon nem volt jogosult a „Dream Team”-be való beválasztásra, mivel még nem volt amerikai állampolgár.
Olajuwon 1993. április 2-án honosított amerikai állampolgárságot kapott. Az 1996-os olimpiára FIBA-mentességet kapott, és jogosult volt játszani a Dream Team III-ban. A csapat végül aranyérmet nyert Atlantában. A torna alatt Shaquille O'Neallel és David Robinsonnal osztozott játékpercein. A 8 meccsből heten játszott, ebből kettőn kezdőként lépett pályára. Hét meccsen átlagosan 5 pontot és 3,1 lepattanót szerzett, valamint 8 gólpasszt és 6 labdaszerzést jegyzett.

## Játékosprofil
„Ha egy centert kellene választanom [minden idők legjobb csapatába], Olajuwont választanám. Ez kizárná Shaq-et, Patrick Ewinget. Kizárná Wilt Chamberlaint is. És ennek az oka nagyon egyszerű: ő annyira sokoldalú, amit abból a posztból nyújtani tud. Nemcsak a pontszerzéséről van szó, nemcsak a lepattanóiról vagy a blokkjairól. Az emberek nem is tudják, hogy benne volt minden idők legjobb hét labdaszerzője között az NBA-ben. Mindig remek döntéseket hozott a pályán. Mivel minden játékelemben kiemelkedett, neki kell adnom az elismerést.”

– Michael Jordan

Olajuwon rendkívül képzett volt mind támadásban, mind védekezésben. Védekezésben ritka gyorsaság és erő kombinációjának köszönhetően hatékonyan tudott őrizni különböző pozícióban játszó játékosokat. Kiemelkedett kivételes blokkhatékonyságával, valamint azzal az egyedi képességével – különösen egy magas játékos esetében –, hogy labdákat szerzett. Olajuwon az egyetlen játékos az NBA történetében, aki egy szezonban több mint 200 blokkot és 200 labdaszerzést is jegyzett. Pályafutása során átlagosan 3,09 blokkot és 1,75 labdaszerzést ért el meccsenként. Ő az egyetlen center, aki az összesített labdaszerzési rangsorban a top tíz között szerepel. Emellett kiváló lepattanózó is volt, pályafutása során átlagosan 11,1 lepattanót szerzett mérkőzésenként. Kétszer is vezette az NBA-t lepattanókban, 1989-ben és 1990-ben. Kétszer választották az Év Védőjátékosának, és ötször került be az NBA All-Defensive First Team-be. 2022-ben az NBA róla nevezte el az Év Védőjátékosa díjat, amely azóta a Hakeem Olajuwon Trófea nevet viseli.
Támadásban Olajuwon híres volt finom dobásairól a gyűrű közelében, valamint gyors és kecses lábmunkájáról az alacsony poszton. Labdával a kezében Hakeem számos megtévesztő mozdulatot és forgásos manővert mutatott be, ezek csúcspontját pedig ikonikus mozdulatsora, a Dream Shake jelentette. Rendkívül eredményes pontszerző volt, pályafutása során átlagosan 21,8 pontot dobott mérkőzésenként, valamint az átlagnál jobb támadólepattanózóként 3,3 támadólepattanót szerzett meccsenként. Emellett Olajuwon ügyesen tudott labdát vezetni, és képes volt arccal a gyűrű felé is támadni, mint egy periméter játékos. Ő egyike annak a négy játékosnak, aki négyszeres-duplát (négy statisztikai kategóriában kétszámjegyű teljesítményt) ért el az NBA történetében – ezek rögzítése csak az 1973–1974-es szezon óta lehetséges, amikor a blokkokat és labdaszerzéseket is elkezdték hivatalosan számolni. 2022-ben, az NBA 75. évfordulójának tiszteletére a The Athletic rangsorolta minden idők 75 legjobb játékosát, és Olajuwont a 11. helyre sorolta az NBA történetének legnagyobb játékosai között.

### Dream Shake
„A legjobb lábmunka, amit valaha láttam egy magasembertől.”

– Pete Newell

Olajuwon szokatlanul képzett támadójátékossá vált egy magas emberhez képest, tökéletesítve egy sor csel- és pörgőmozdulatot, amelyek védjegyévé váltak, a Dream Shake-ként. Hihetetlen sebességgel és erővel hajtják végre, és még mindig a „magasember” lábmunkájának csúcsának tekintik. Shaquille O'Neal kijelentette: „Hakeemnek öt lépése van, majd négy ellenlépése – ez 20 lépést jelent számára.”  Olajuwon maga is fiatalkorának futballkorára vezette vissza a lépést. „A Dream Shake valójában az egyik focifogásom volt, amit átültettem a kosárlabdába. Három dolog egyikét érte el: egyrészt félrevezette az ellenfelet, és az ellenkező irányba indította; másrészt megdermesztette az ellenfelet, és teljes összetörve hagyta; harmadszor pedig lerázta magáról az ellenfelet, és esélyt sem adott neki a dobás megzavarására.” A Dream Shake-et nagyon nehéz volt kivédekezni, akárcsak Kareem Abdul-Jabbar sky-hookját.

## Díjak
NBA
- 2× NBA-bajnok (1994, 1995)
- 2× NBA-döntő MVP (1994, 1995)
- NBA legértékesebb játékos (1994)
- 2× Az NBA Év Védekező Játékosa (1993, 1994)
- 12× NBA All-Star (1985–1990, 1992–1997)
- 6× All-NBA első csapat (1987–1989, 1993, 1994, 1997)
- 3× All-NBA második csapat (1986, 1990, 1996)
- 3× All-NBA harmadik csapat (1991, 1995, 1999)
- 5× NBA első védekező csapat (1987, 1988, 1990, 1993, 1994)
- 4× NBA második védekező csapat (1985, 1991, 1996, 1997)
- NBA első újonc csapat (1985)
- 2× NBA legtöbb lepattanó (1989, 1990)
- 3× NBA legtöbb blokk (1990, 1991, 1993)
- 6× NBA A hónap játékosa[37]
- 12× NBA A hét játékosa
- Az NBA történetének 50 legjobb játékosa közé választották (1996).
- Beválasztották az NBA 75. évfordulós csapatába.
- 34-es mezszámát a Houston Rockets visszavonultatta.
- Az NBA Az év védekező játékosa díját átnevezték Hakeem Olajuwon Trófeára (2022)[38]

Válogatott
- Olimpiai aranyérem (1996)

NCAA
- 2× SWC alapszakasz-bajnok (1983, 1984)
- 2× SWC tornabajnok (1983, 1984)
- NCAA Final Four legkiemelkedőbb játékosa (1983)
- Helms Alapítvány Az év játékosa (1983)
- All-American konszenzusos első csapat (1984)
  - AP első csapat All-American (1984)
  - USBWA első csapat All-American (1984)
  - NABC első csapat All-American (1984)
  - UPI második csapat All-American (1984)
- NCAA legtöbb lepattanó (1984)
- SWC Az év játékosa (1984)
- All-SWC első csapat (1984)
- All-SWC második csapat (1983)
- 34-es mezszámát a Houston Cougars visszavonultatta.

Média
- Sporting News NBA MVP (1994)[39]
- Sporting News Az 1990-es évek NBA-jének első csapata[40]
- AP Az 1990-es évek NBA-jének csapata[41]

Hírességek csarnokai
- Naismith Memorial Basketball Hall of Fame – 2008-as évfolyam[42]
- FIBA Hírességek Csarnoka – 2016-os évfolyam[43]
- Texasi Sporthírességek Csarnoka – 1998-as évfolyam[44]
- Houstoni Sporthírességek Csarnoka – 2018-as alapító osztály[45][46]

NBA-rekordok
- Az NBA történetének legtöbb blokkja, 3830[47]
- Legtöbb blokk meccsenként az NBA rájátszás történetében, 3,26-tal[48]
- Legtöbb blokk egyetlen NBA rájátszásban, 92[49]
- Az NBA történetének egyetlen játékosa, aki karrierje során a legjobb tizenegy között vonult vissza blokkokban, pontokban, lepattanókban és szerzett labdákban[50]
- Az NBA történetének egyetlen játékosa, aki több mint 3000 blokkot és 2000 labdaszerzést jegyzett karrierje során [51]
- Az NBA történetének egyetlen játékosa, aki ugyanabban a szezonban 200 blokkot és 200 labdaszerzést ért el (1988–1989)[52]
- Az NBA történetének négy játékosa közül az egyik, aki négyszeres-duplát ért el[53]

Médiarangsorok
- 10. helyen áll az ESPN minden idők legjobb játékosainak számba vételén(megjelent 2016-ban)[54]
- A 12. helyen végzett a SLAM Magazine 2018-as, minden idők 100 legjobb játékosát felvonultató listáján (a 2018. januári számban jelent meg)[55]

## Statisztika

### NBA

#### Alapszakasz
| Év         | Csapat          | JM   | KM   | JP/M | MG%  | 3P%   | BD%  | LP/M  | GP/M | L/M | B/M  | P/M  |
| ---------- | --------------- | ---- | ---- | ---- | ---- | ----- | ---- | ----- | ---- | --- | ---- | ---- |
| 1984–1985  | Houston Rockets | 82*  | 82*  | 35,5 | .538 | —     | .613 | 11,9  | 1,4  | 1,2 | 2,7  | 20,6 |
| 1985–1986  | Houston Rockets | 68   | 68   | 36,3 | .526 | —     | .645 | 11,5  | 2,0  | 2,0 | 3,4  | 23,5 |
| 1986–1987  | Houston Rockets | 75   | 75   | 36,8 | .508 | .200  | .702 | 11,4  | 2,9  | 1,9 | 3,4  | 23,4 |
| 1987–1988  | Houston Rockets | 79   | 79   | 35,8 | .514 | .000  | .695 | 12,1  | 2,1  | 2,1 | 2,7  | 22,8 |
| 1988–1989  | Houston Rockets | 82*  | 82*  | 36,9 | .508 | .000  | .696 | 13,5* | 1,8  | 2,6 | 3,4  | 24,8 |
| 1989–1990  | Houston Rockets | 82*  | 82*  | 38,1 | .501 | .167  | .713 | 14,0* | 2,9  | 2,1 | 4,6* | 24,3 |
| 1990–1991  | Houston Rockets | 56   | 50   | 36,8 | .508 | .000  | .769 | 13,8  | 2,3  | 2,2 | 3,9* | 21,2 |
| 1991–1992  | Houston Rockets | 70   | 69   | 37,7 | .502 | .000  | .766 | 12,1  | 2,2  | 1,8 | 4,3  | 21,6 |
| 1992–1993  | Houston Rockets | 82   | 82*  | 39,5 | .529 | .000  | .779 | 13,0  | 3,5  | 1,8 | 4,2* | 26,1 |
| 1993–1994† | Houston Rockets | 80   | 80   | 41,0 | .528 | .421  | .716 | 11,9  | 3,6  | 1,6 | 3,7  | 27,3 |
| 1994–1995† | Houston Rockets | 72   | 72   | 39,6 | .517 | .188  | .756 | 10,8  | 3,5  | 1,8 | 3,4  | 27,8 |
| 1995–1996  | Houston Rockets | 72   | 72   | 38,8 | .514 | .214  | .724 | 10,9  | 3,6  | 1,6 | 2,9  | 26,9 |
| 1996–1997  | Houston Rockets | 78   | 78   | 36,6 | .510 | .313  | .787 | 9,2   | 3,0  | 1,5 | 2,2  | 23,2 |
| 1997–1998  | Houston Rockets | 47   | 45   | 34,7 | .483 | .000  | .755 | 9,8   | 3,0  | 1,8 | 2,0  | 16,4 |
| 1998–1999  | Houston Rockets | 50*  | 50*  | 35,7 | .514 | .308  | .717 | 9,6   | 1,8  | 1,6 | 2,5  | 18,9 |
| 1999–2000  | Houston Rockets | 44   | 28   | 23,8 | .458 | .000  | .616 | 6,2   | 1,4  | 0,9 | 1,6  | 10,3 |
| 2000–2001  | Houston Rockets | 58   | 55   | 26,6 | .498 | .000  | .621 | 7,4   | 1,2  | 1,2 | 1,5  | 11,9 |
| 2001–2002  | Toronto Raptors | 61   | 37   | 22,6 | .464 | .000  | .560 | 6,0   | 1,1  | 1,2 | 1,5  | 7,1  |
| Karrier    | Karrier         | 1238 | 1186 | 35,7 | .512 | .202  | .712 | 22,2  | 2,5  | 1,7 | 3,1  | 21,8 |
| All Star   | All Star        | 12   | 8    | 23,2 | .409 | 1.000 | .520 | 7,8   | 1,4  | 1,3 | 1,9  | 9,8  |

#### Rájátszás
| Év      | Csapat          | JM  | KM  | JP/M | MG%  | 3P%  | BD%   | LP/M | GP/M | L/M | B/M  | P/M  |
| ------- | --------------- | --- | --- | ---- | ---- | ---- | ----- | ---- | ---- | --- | ---- | ---- |
| 1985    | Houston Rockets | 5   | 5   | 37,4 | .477 | —    | 1.000 | 13,0 | 1,4  | 1,4 | 2,6  | 21,2 |
| 1986    | Houston Rockets | 20  | 20  | 38,3 | .530 | .000 | .638  | 11,8 | 2,0  | 2,0 | 3,5  | 26,9 |
| 1987    | Houston Rockets | 10  | 10  | 38,9 | .615 | .000 | .742  | 11,3 | 2,5  | 1,3 | 4,3  | 29,2 |
| 1988    | Houston Rockets | 4   | 4   | 40,5 | .571 | .000 | .884  | 16,8 | 1,8  | 2,3 | 2,8  | 37,5 |
| 1989    | Houston Rockets | 4   | 4   | 40,5 | .519 | —    | .680  | 13,0 | 3,0  | 2,5 | 2,8  | 25,3 |
| 1990    | Houston Rockets | 4   | 4   | 40,3 | .443 | —    | .706  | 11,5 | 2,0  | 2,5 | 5,8  | 18,5 |
| 1991    | Houston Rockets | 3   | 3   | 43,0 | .578 | .000 | .824  | 14,7 | 2,0  | 1,3 | 2,7  | 22,0 |
| 1993    | Houston Rockets | 12  | 12  | 43,2 | .517 | .000 | .827  | 14,0 | 4,8  | 1,8 | 4,9  | 25,7 |
| 1994†   | Houston Rockets | 23  | 23  | 43,0 | .519 | .500 | .795  | 11,0 | 4,3  | 1,7 | 4,0  | 28,9 |
| 1995†   | Houston Rockets | 22  | 22  | 42,2 | .531 | .500 | .681  | 10,3 | 4,5  | 1,2 | 2,8  | 33,0 |
| 1996    | Houston Rockets | 8   | 8   | 41,1 | .510 | .000 | .725  | 9,1  | 3,9  | 1,9 | 2,1  | 22,4 |
| 1997    | Houston Rockets | 16  | 16  | 39,3 | .590 | .000 | .731  | 10,9 | 3,4  | 2,1 | 2,6  | 23,1 |
| 1998    | Houston Rockets | 5   | 5   | 38,0 | .394 | .000 | .727  | 10,8 | 2,4  | 1,0 | 3,2  | 20,4 |
| 1999    | Houston Rockets | 4   | 4   | 30,8 | .426 | —    | .875  | 7,3  | 0,5  | 1,3 | 0,8  | 13,3 |
| 2002    | Toronto Raptors | 5   | 0   | 17,2 | .545 | —    | .667  | 3,8  | 0,4  | 1,4 | 0,8  | 5,6  |
| Karrier | Karrier         | 145 | 140 | 39,6 | .528 | .222 | .719  | 11,2 | 3,2  | 1,7 | 3,3‡ | 25,9 |

## Fordítás
Ez a szócikk részben vagy egészben  a   Hakeem Olajuwon című angol Wikipédia-szócikk ezen változatának fordításán alapul.  Az eredeti cikk szerkesztőit annak laptörténete sorolja fel. Ez a jelzés csupán a megfogalmazás eredetét és a szerzői jogokat jelzi, nem szolgál a cikkben szereplő információk forrásmegjelöléseként.